# Колач (пециво)
Колач је врста пецива који се прави за одређене празнике и свечане тренутке.  Представља традиционалан и битан елемент балканске, словенске и српске кухиње. Посебна врста колача овог типа је славски колач који се традиционално припрема за славу.Колачем се назива и тесто (или обредни хлеб), који се традиционално припрема за славу (славски колач) или слатко печено тесто које се припрема за светковине/празнике.
Разлика између колача, торте и хлеба је јасна, али прецизна класификација је увек представљала проблем. У старом Риму, састојци хлеба су понекад били маслац, јаја и мед, у Србији славски колач (врста хлеба), који се припрема приликом слављења славе, садржи брашно, млеко, јаја, уље или маслац, со, шећер, кору лимуна, а то су карактеристични састојци који се користе и за припрему торте. Чињеница је да је предак свега био хлеб, и то у свом најједноставнијем облику. Како су се технике печења развијале, а исхрана се изменила, оно што се раније сматрало хлебом добило је своју посебну категорију.